# 제28근위유도탄사단
제28근위적기장유도탄사단(러시아어: 28-я гвардейская ракетная Краснознамённая дивизи)은 칼루가주 코젤스크에 있는 러시아 연방군 전략미사일군 제27근유도탄군 예하 사단이다.

## 역사
1961년 5월 3일, 제198엔지니어유도탄여단의 기지에서 제28근위로켓사단으로 창설되었다.
8월 4일, 적기훈장을 받았다.
8월 18일, R-2 미사일로 최초의 훈련 발사를 했다.
1964년 5월 30일, 사단의 예하 2개 연대에 R-9 덴사 ICBM이 배치되었다.
1967년, 최초의 UR-100 미사일 연대가 28사단에 배치되었다. 1967년부터 1969년까지 UR-100 미사일 연대 11개가 배치되었다.
2007년 9월 12일, 사단의 예하연대 중 하나인 07390 부대가 해산되었다.
2010년 사단이 해산될 계획이었는데, 2008년 11월 5일, 드미트리 메드베데프 대통령이 의회 연설에서 28사단을 재가동할 것이라고 말했다.
2013년, 제28사단의 10개 격납고에 대한 재무장이 시작되었다. RS-24 야르스 10발을 2018년에 배치완료했다.
2018년 2월 19일, 28사단에 배치된 12발의 고정식 야르스를, 고정식 개량형 야르스 "Yars-S"로 연내에 교체할 것이라고 발표했다. 세르게이 카라카예프 전략미사일군 사령관은 코젤스크를 비롯해 요시카르올라의 제14 로켓 사단, 노보시비르스크의 제39근위유도탄사단, 이르쿠츠크의 제51근위유도탄사단 등 4개 지역 주둔 전략 미사일 연대를 개량형 야르스로 재무장할 것이라고 말했다.
2020년 기준으로, 사일로형 RS-24 야르스 14발이 배치되어 있다.

## 기록

### 계보
- 1961년 5월 3일, 제28근위로켓사단

### 소속
- 국가
  - 소련군; 1961년
  - 러시아; 1991년